# Ecaterina Andronescu
Ecaterina Andronescu (ur. 7 kwietnia 1948 w Malovăț) – rumuńska chemik i polityk, wykładowczyni akademicka, parlamentarzystka krajowa, była rektor Uniwersytetu Politechnicznego w Bukareszcie, czterokrotna minister edukacji (2000–2003, 2008–2009, 2012 i 2018–2019).

## Życiorys
Urodziła się w okręgu Mehedinți. W 1972 ukończyła studia z zakresu inżynierii materiałowej na Wydziale Chemii Przemysłowej Uniwersytetu Politechnicznego w Bukareszcie. W 1983 otrzymała stopień doktora nauk chemicznych. Od 1972 związana zawodowo z macierzystą uczelnią, dochodząc do stanowisko profesora tego uniwersytetu. W latach 1989–1992 była prodziekanem Wydziału Chemii Przemysłowej, następnie do 2004 pełniła funkcję dziekana. Od 2004 do 2012 pełniła funkcję rektora Uniwersytetu Politechnicznego, następnie objęła stanowisko przewodniczącej senatu tej uczelni.
Zaangażowała się również w działalność polityczną w ramach postkomunistycznej PDSR i następnie Partii Socjaldemokratycznej. W latach 1995–1996 była sekretarzem stanu w ministerstwie edukacji. W 1996 po raz pierwszy uzyskała mandat posłanki do Izby Deputowanych, który odnawiała w wyborach w 2000 i w 2004. W 2008, 2012 i 2016 wybierana do rumuńskiego Senatu.
Od grudnia 2000 do czerwca 2003 po raz pierwszy sprawowała urząd ministra edukacji w rządzie Adriana Năstase. Ponownie zajmowała to stanowisko od grudnia 2008 do października 2009 w gabinecie Emila Boca (odpowiadając też za badania naukowe i innowację). W lipcu 2012 po raz trzeci stanęła na czele resortu edukacji (jako minister edukacji, badań naukowych, młodzieży i sportu) w pierwszym rządzie Victora Ponty. Odbierając nominację, na żądanie prezydenta Traiana Băsescu oświadczyła, że nigdy w trakcie swojej kariery naukowej nie dopuściła się plagiatu (zarzuty plagiatowania wymusiły dymisję jej poprzednika). W listopadzie tego samego roku blog integru.org opublikował artykuł, w którym zarzucił jej popełnienie plagiatu w pracy naukowej z 2003. Ecaterina Andronescu zaprzeczyła tym zarzutom, nie znalazła się jednak w składzie nowego rządu Victora Ponty utworzonego w grudniu 2012.
W 2014 jako liderka listy wyborczej lewicowej koalicji skupionej wokół socjaldemokratów uzyskała mandat deputowanej do PE VIII kadencji. Jeszcze przed jej rozpoczęciem zrezygnowała z jego objęcia na rzecz Victora Negrescu. W listopadzie 2018 po raz czwarty została ministrem edukacji, dołączając do rządu Vioriki Dăncili. Została zdymisjonowana w sierpniu 2019 po kontrowersyjnej wypowiedzi w sprawie morderstwa rumuńskiej nastolatki Alexandry Măceșanu.